# Жорж Кивје
Барон Жан Леополд Никола Фредерик Кивје (Монбелијар, 23. август 1769 — Париз, 13. мај 1832), познатији као Жорж Кивје, био је француски природњак и зоолог. Био је старији брат Фредерика Кивјеа (1773–1838), такође природњака. Био је значајна личност у научним круговима Париза током раног 19. века, и заслужан за установљавање поља компаративне анатомије и палеонтологије поређењем живих животиња и фосила. Добро је познат по утврђивању да је изумирање чињеница, и као најутицајнији пропагатор катастрофизма у геологији у раном 19. веку, и противник новој еволуционој теорији.
Његов најпознатији rad је Règne animal distribué d'après son organisation (1817); преведено на енглески као Краљевство животиња. Умро је у Паризу од колере.

## Животиње назване по Кивјеу
Кивјеов кљунасти кит (лат. Ziphius cavirostris), Кивијеова газела (лат. Gazella cuvieri), Кивјеов тукан (или црвенокљуни тукан (лат. Ramphastos tucanus)), Кивијеова многоперка (сенегалска многоперка (лат. Polypterus senegalus)), Кивјеова ајкула (или тигар ајкула (лат. Galeocerdo cuvieri)). Такође постоје неке изумрле животиње назване по Кивјеу као што је јужноамерички џиновски лењивац (лат. Catonyx cuvieri).